# Dishonored (computerspel)
Dishonored is een action-adventure-spel ontwikkeld door Arkane Studios en uitgegeven in Europa op 12 oktober 2012 door Bethesda Softworks voor de Xbox 360, PlayStation 3 en Microsoft Windows.
Een aantal bekende acteurs hebben stemmen ingesproken voor het spel, waaronder Susan Sarandon, Brad Dourif, Carrie Fisher, Michael Madsen, Lena Headey en Chloë Grace Moretz.
In augustus 2015 werd een remaster uitgebracht. Deze editie heeft verbeterde graphics en alle uitbreidingen.

## Gameplay
Dishonored is vooral een stealthspel waar het de bedoeling is om bepaalde doelen te behalen en zo minimaal mogelijk doden te veroorzaken. Het spel past zich aan aan de speelstijl van de speler. Wanneer er veel mensen sterven, heeft dit drastische gevolgen voor de wereld en de verhaallijn.
De speler maakt tijdens het spel gebruik van een aantal krachten. Een aantal krachten is altijd in effect en een aantal is maar voor een bepaalde tijd actief. Tevens zijn er een veertig aantal bonecharms, met elk hun eigen bonus, die verzameld kunnen worden. Zonder verbeteringen gekocht te hebben, kunnen maximaal vier van de bonecharms tegelijkertijd actief zijn.

## Verhaal
De speler bestuurt Corvo Attano, de voormalige lijfwacht van Keizerin Jessamine Kaldwin. In het begin van het spel wordt keizerin Kaldwin vermoord en haar dochter Emily ontvoerd door sluipmoordenaars. Corvo, die de stervende keizerin in zijn armen houdt, wordt onjuist de schuld toegekend van de moord. Hij wordt gevangengezet en veroordeeld tot de doodstraf. Corvo ontsnapt echter uit de gevangenis en wordt zelf een sluipmoordenaar om zijn naam te zuiveren en de dochter van de keizerin te vinden.
Het spel vindt plaats in de stad Dunwall. Dunwall wordt overspoeld met een rattenplaag die een vreselijke ziekte overbrengt, een ziekte die mensen in zombie-achtige wezens genaamd Weepers verandert. Dit is het laatste stadium van de ziekte voordat zij sterven. Tegelijkertijd bezwijkt Dunwall onder de wetteloosheid en verpaupering. De wacht, onder leiding van de echte moordenaar van de keizerin, de Spymaster, moeten vechten tegen gangsters en ook proberen te voorkomen dat de ziekte zich verder verspreidt.
Het einde hangt af van de keuzes die gemaakt zijn tijdens het spel. Wanneer Emily gered wordt, bestijgt zij de troon met Corvo aan haar zijde. Als maar een kleine hoeveelheid chaos is gecreëerd, sterft Corvo een natuurlijke dood en wordt hij begraven naast Keizerin Jessamine. Een gouden eeuw begint en de plaag wordt overwonnen. Wanneer er veel chaos is gecreëerd, wordt de plaag niet overwonnen en wordt Emily een strenge keizerin. Wanneer Corvo Emily niet redt, gaat de stad ten onder aan alle chaos en ontvlucht Corvo de stad.